# Артеријски трункус
Артеријски трункус или трункус артериозус (акроним ТА) је неуобичајена урођена кардиоваскуларна аномалија коју карактерише једно артеријско стабло које настаје из нормално формираних комора са једним полумесечастим залистком (трункалним залиском).

## Етиопатогенеза
Када се фетус развије током трудноће, срце почиње једним великим крвним судом који долази из срца који се зове артеријски трункус. Како развој фетуса напредује и срце се нормално развија, трункус се дели на две артерије које носе крв из срца (плућну артерију и аорту):
Плућно артеријско стабло, која је причвршћена за десну доњу шупљину (десну комору) срца, и дели се на две артерије која транспортује крв сиромашну кисеоником („плаву крв“) на сваку страну плућа.
Аорта, која је причвршћена за леву доњу срчану шупљину (десну комору) срца, која транспортује крв богату кисеоником („црвену крв“) по целом телу.
Понекад један велики крвни суд не успе да се подели током феталног развоја и беба се роди са срцем које има једну артерију из које излази крв из срца. Ова урођена срчана болест је позната као трункус артериозус или перзистентни трункус артериосус.
Неподељени трункус је причвршћен за срце као једна артерија која се простире на доњим коморама, а затим се дели на артерије које одводе крв у плућа и тело. Крв сиромашна кисеоником из десне коморе (доња десна комора) и крв богата кисеоником из леве коморе (доња лева комора) се мешају када се крв избацује према трупу, а више крви него што је нормално враћа се у плућа. Ово отежава нормално дисање бебе.
У скоро свим случајевима, деца са урођеном срчаном маном трункус артериозус такође имају велики отвор између доњих комора срца. Ово се назива дефект вентрикуларног септума (ДВС).
Као резултат ових абнормалности, бебина крв није толико оксигенисана колико би требало да буде када циркулише кроз тело, и дете није у стању да нормално живи расте и развија се.

### Ембриологиja
Сматра се да је аномалија резултат непотпуне или неуспешне септације ембрионалног Артеријски трункус, па отуда и постојаност латинског израза truncus arteriosus и његових варијанти. Верује се да аортопулмонални и интервентрикуларни дефекти представљају абнормалност конотрункалне септације. Пошто заједничко дебло потиче и из леве и из десне коморе, а плућне артерије настају директно из заједничког дебла, артеријског дуктуса  није потребан да би подржао феталну циркулацију.
У складу са тим, типично је присутан инверзни однос између калибра дуктус артериозуса (који потиче из шестог гранчичног лука) и калибра дисталног дела лука аорте (насталог од четвртог гранчичног лука). Иако хемодинамске последице уобичајеног артеријског одлива могу предиспонирати за развој четвртог или шестог лука (али не оба), аномални развој система лука је вероватно фундаментални аспект морфогенетских аномалија које производе артеријски трункус.

## Клиничка слика
Знаци и симптоми артеријског трункуса обично се појављују у првим данима живота и могу укључивати:
- Плава или љубичаста нијанса усана, коже и ноктију (цијаноза)
- Лоша исхрана и слабо добијање на тежини
- Убрзано дисање или кратак дах
- Обилно знојење, посебно током храњења
- Дете је поспано него нормално
- Нереаговање (беба се чини да је "изван тога")
- Шум у срцу — срце звучи ненормално када доктор слуша стетоскопом

## Дијагноза
Обично се артеријски трункус дијагностикује пре него што беба напусти болницу ако лекар чује шум или види плаву нијансу на уснама или кожи. Такође, педијатар примарне здравствене заштите може открити симптоме артеријског трункуса током прегледа или родитељ може приметити симптоме и одвести бебу лекару.
Дијагноза трункуса артериозус може захтевати неке или све од ових тестова:
- Пулсна оксиметрија: безболан начин за праћење садржаја кисеоника у крви
- Електрокардиограм  (ЕКГ): запис електричне активности срца
- Ехокардиограм  (који се назива и "ехо" или ултразвук): који уз помоћ звучних таласа ствара  слику срца
- МРТ срца : тродимензионална слика показује абнормалности срца
- Катетеризација срца: танка цев се убацује у срце кроз вену и/или артерију у нози или кроз пупак ("пупак")

Известан број деце са артеријским трункусом такође има генетски синдром који се зове синдром делеције 22к11 (такође познат као Диџорџова болест, велокардијални или конотрункални синдром аномалије лица). У том смислу генетско тестирање (тест крви) за овај синдром може бити део дијагностичке процене.

## Терапија
Операција на отвореном срцу је метода избора за лечење трункус артериозуса, и обично се изводи пре него што беба напуни 2 месеца. У неким случајевима можда ће бити потребно урадити више од једне операције.
Кардиоторакални хирурзи током ореације постављају закрпу којом затварају дефект вентрикуларног септума. Потом одвајају плућне артерије од стабла, а затим повезују плућне артерије са десном доњом срчаном преградом (комором) срца користећи различите врсте водова (цеви). Они поправљају тело крвногсуда тако да он постане комплетна, функционална аорта. Код неких пацијената неопходно је обавити и друге поправке, на основу јединствених потреба сваког детета понаособ.
Након операције, дете ће провести извесно време у јединици интензивне кардиолошке неге, све док му се стање не буде стабилизовало, када ће дете бити премештено на Одељење за негу срца, до коначне рехабилитације.